# Carte du service vicinal

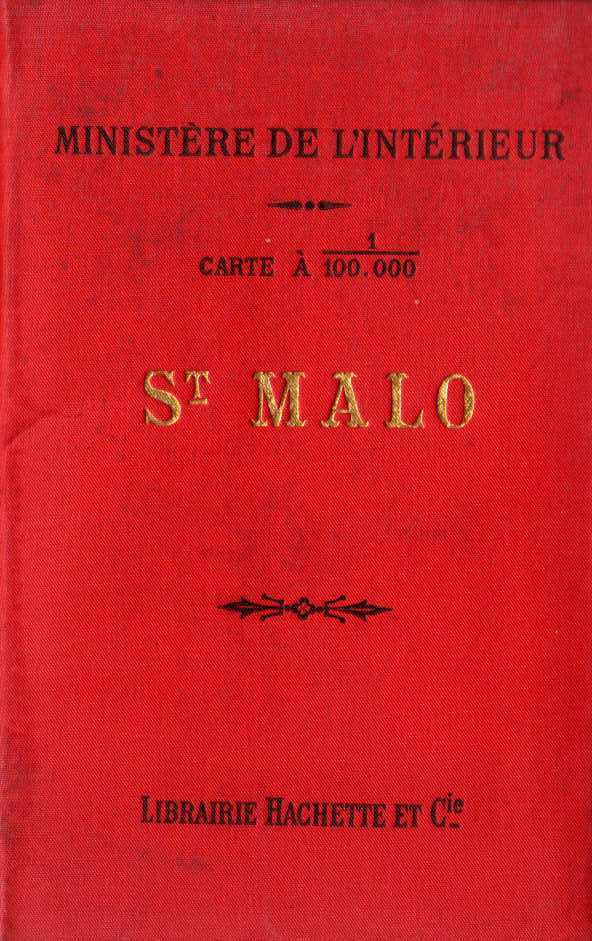
Couverture d'une feuille

La carte du service vicinal est une carte topographique de la France « dressée par ordre du Ministre de l'Intérieur ».
Cette carte connait plusieurs appellations: « Carte du Service Vicinal », « Carte du Ministère de l'Intérieur » et même « Carte de l'Intérieur ».
Publiée à l'échelle du 1/100 000 de 1879 à 1940 (années exactes à préciser), cette carte est un produit dérivé de la carte d'État-Major (échelle de 1/80 000 et monochrome) par réduction et colorisation. Chaque tirage des 602 feuilles comporte le cachet en relief du service vicinal.

## Historique
Il semble que la « Librairie Hachette et Cie » ait eu le monopole de la diffusion de la carte.
À la fin de la Première Guerre mondiale la couverture de la carte est étendue à l'Alsace-Moselle.
En 1922 la publication de la carte est confiée au Service géographique de l'armée.

### Évolution du prix de vente
- 1881: la feuille 75 centimes
- Début du XXe siècle : la feuille 0,80 F ; avec cartonnage 1,05 F
- 1920: la feuille 1 F ; avec cartonnage 1,60 F
- 1938: la feuille 5,50 F

## Caractéristiques
La projection utilisée est une projection de Bonne (identique à celle de la carte d'État-Major).
La carte est imprimée sur papier japon.

### Dimensions
Chaque feuille couvre une surface de 0°15' (environ 28 km) dans le sens Nord-Sud sur 0°30' (environ 38 km) dans le sens Est-Ouest.
Les feuilles de papier ont pour dimensions 38 cm X 28 cm.

### Couleurs
La carte est quadricolore :
- Bleu: hydrographie
- Vert: bosquets, bois, forêts
- Rouge: routes et chemins
- Noir: relief, toponymie, voies ferrées, limites administratives, etc.

## Liste des cartes
590 cartes ont été produites, voici le début de la liste
XVI-4 Petite Synthe Nord
XVII-4 Dunkerque Nord
XV-5 Marquise Pas de Calais
XVI-5 Calais Pas de Calais
XVII-5 Bergues Nord
XVIII-5 Halluin Nord
XV-6 Boulogne Pas de Calais
XVI-6 Saint-Omer Pas de Calais
XVII-6 Béthune Pas de Calais
XVIII-6 Lille Nord
XIX-6 Flines Nord

## Relief
Un estompage permet d'apprécier le relief. Des côtes d'altitude tirées de la carte d'État-Major y figurent en bleu ; celles du nivellement général de la France apparues dans les éditions du début du XXe siècle sont soulignées.

## Vocation de la carte
Alors que la carte d'État-Major a été conçue par et pour les militaires (dépôt de la Guerre), la carte du service vicinal relève du ministère de l'intérieur. Le découpage de la carte s'effectue à l'échelle du  canton. Les limites communales ainsi que la population de chaque commune apparaissent sur la carte. La polychromie permet de faire ressortir les voies de communication (en rouge) dont l'entretien et la gestion relèvent du service vicinal à savoir :

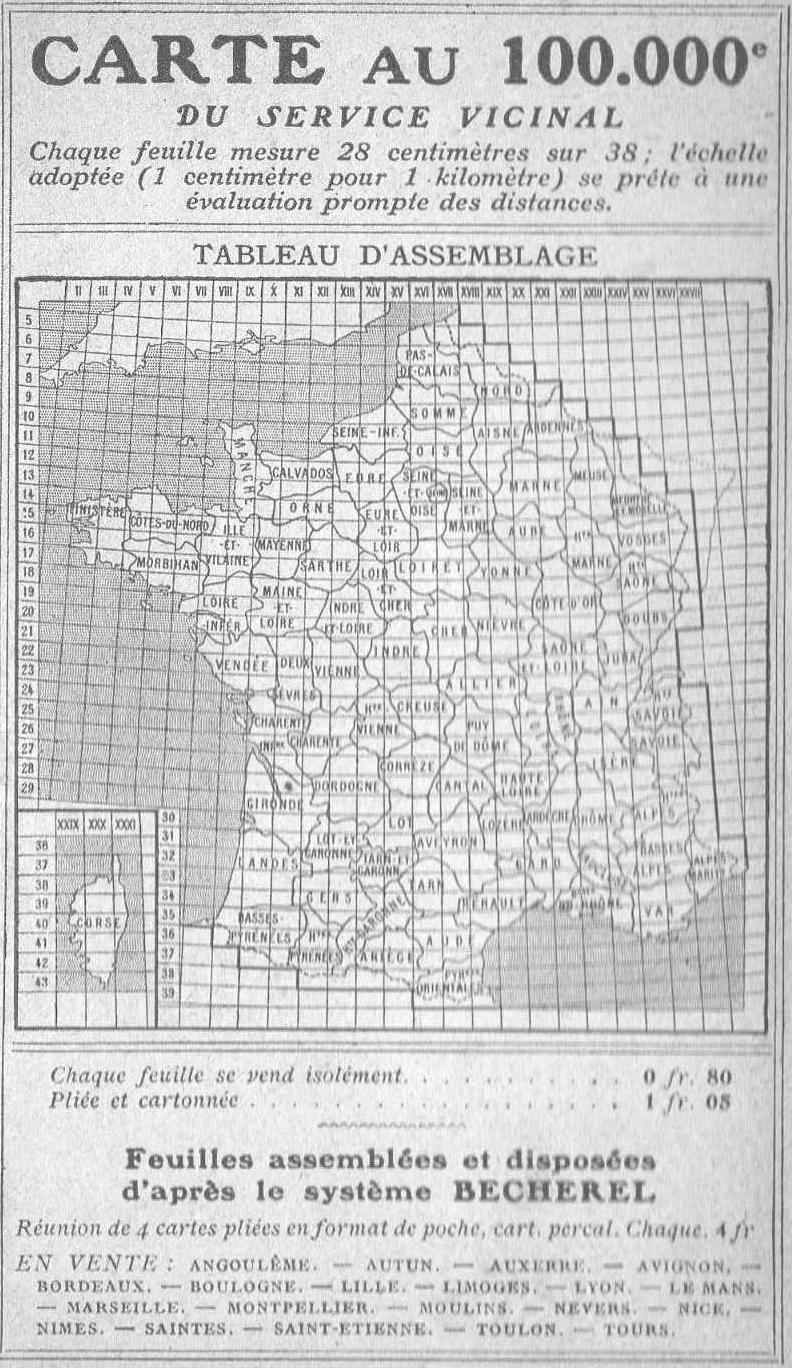
Tableau d'assemblage de la carte (première version sans l'Alsace-Moselle)

- Routes nationales
- Routes départementales
- Chemins de grande communication
- Chemins d'intérêt commun
- Chemins vicinaux ordinaires

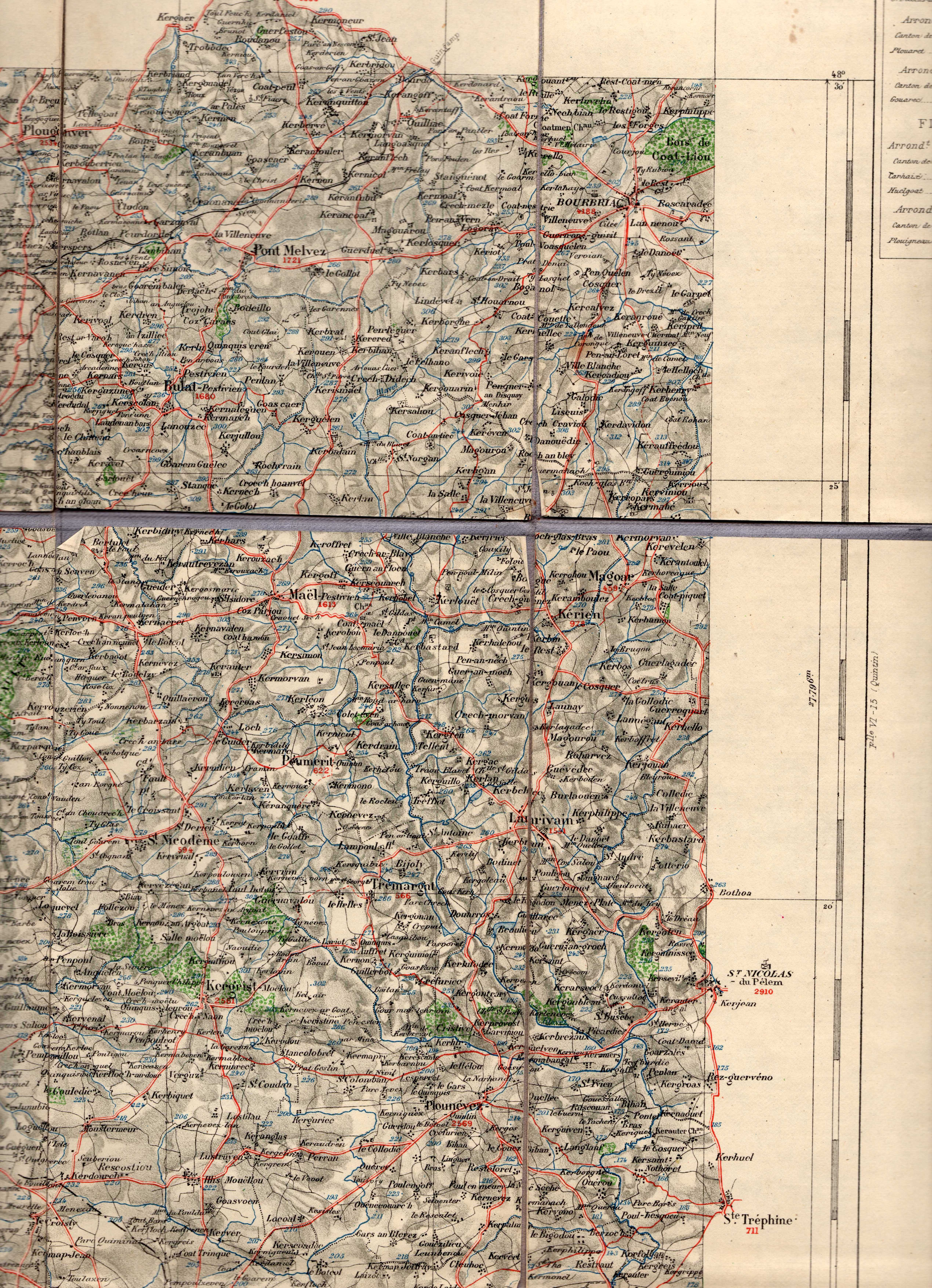
Extrait d'une compilation entoilée de quatre cartes
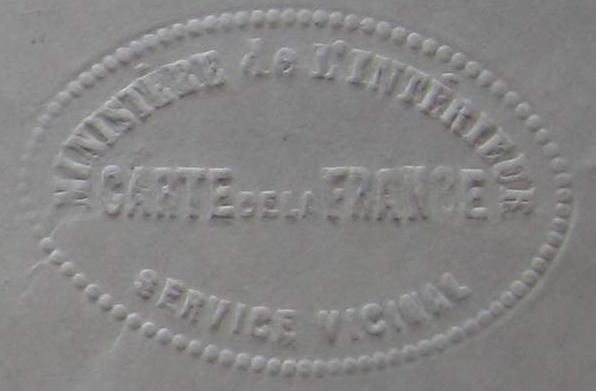
Détail du cachet du Ministère de l'Intérieur présent sur toutes les éditions de la carte.